# Antiinflamatorio

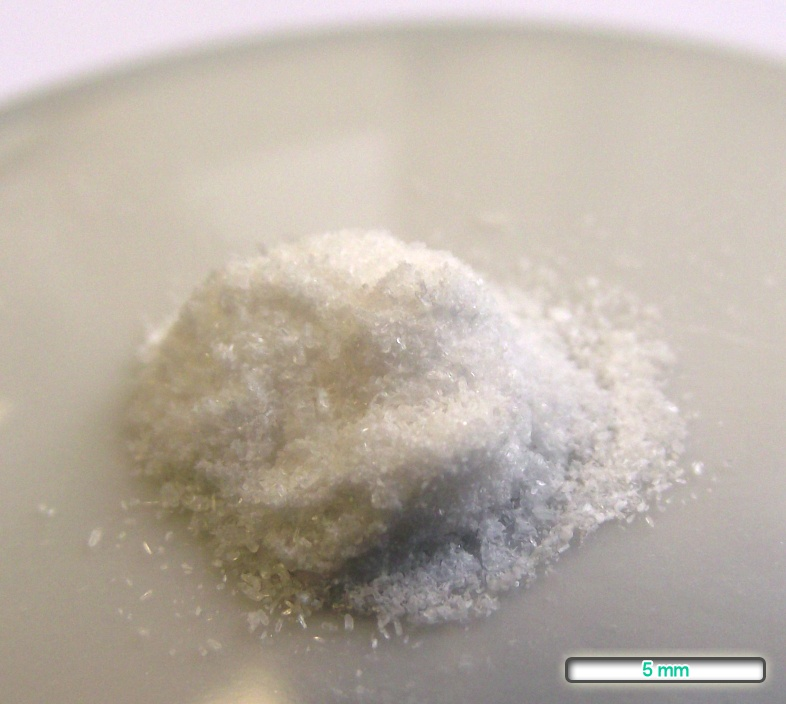
El ácido acetilsalicílico es un antiinflamatorio no esteroideo.

El término antiinflamatorio se aplica al medicamento o procedimiento médico usados para prevenir o disminuir la inflamación de los tejidos. 
En el caso de los medicamentos generalmente el mecanismo por el cual actúan es el de impedir o inhibir la biosíntesis de sus agentes mediadores, principalmente los denominados eicosanoides o derivados del ácido araquidónico.
Los procedimientos antiinflamatorios son en general medidas físicas como reposo e inmovilización, hipotermia o crioterapia localizada, elevación y compresión de la extremidad afectada, y que generalmente se recomiendan aplicar en forma primaria e inmediata y de uso muy común para tratamientos de lesiones en deportistas.

## Medicamentos antiinflamatorios
Hay dos grandes grupos de fármacos antiinflamatorios: esteroideos y no esteroideos (AINES). También existe el grupo de fármacos antirreumatoides modificadores de la enfermedad (FARME) y algunos otros fármacos con propiedades leves antiinflamatorias como ciertos antihistamínicos y los usados para tratamiento de la gota aunque no son estrictamente antiinflamatorios.

### Antiinflamatorios esteroideos
Son los corticoides que son hormonas producidas por la corteza adrenal o corticosteroides naturales y los corticosteroides semisintéticos compuestos análogos estructurales de los corticosteroides naturales y en particular de los glucocorticoides.
Particularmente los más usados son los esteroides sintéticos como la dexametasona o la prednisona, entre otros. Su uso es limitado o restringido por sus efectos secundarios o adversos, sobre todo los administrados vías oral o parenteral, ya pueden producir un síndrome de Cushing medicamentoso. Además de antiinflamatorios se usan como inmunosupresores (el efecto inmunomodulador dura mientras se mantenga la medicación) y antialérgicos así como para terapia de sustitución hormonal.

### Antiinflamatorios no esteroideos (AINES)
Por su mecanismo de acción se pueden agrupar en inhibidores no selectivos de la ciclooxigenasa e inhibidores selectivos de la ciclooxigenasa-2, es decir según su acción frente a la síntesis de prostaglandinas y tromboxanos.
El AINE prototipo es el ácido acetilsalicílico, más conocido con su nombre comercial aspirina, que químicamente hace parte de los salicilatos, y su mecanismo de acción es inhibir la actividad ciclooxigenasa de la PG sintetasa al acetilar irreversiblemente un residuo de serina. Además de ser antiinflamatorios, analgésicos y antipiréticos, tienen otros efectos como ser antiagregantes plaquetarios, antitrombóticos y por eso se usan en la profilaxis del infarto de miocardio.
Otros AINEs son una gran variedad de ácidos orgánicos, incluyendo derivados del ácido propílico (como el ibuprofeno y naproxen), derivados del ácido acético (como la indometacina) y ácidos enólicos (como el piroxicam), todos competidores con el ácido araquidónico por el sitio activo de la ciclooxigenasa. El paracetamol se incluye entre los AINE, a pesar de su poca acción antiinflamatoria.

### Fármacos antirreumatoides modificadores de la enfermedad (FARME)
Los fármacos antirreumáticos modificadores de la enfermedad o FARME son fármacos, como el metrotexato, la penicilamina, la cloroquina, la sulfasalazina y las sales de oro, con diferente estructura química que actúan mediante diferentes mecanismos haciendo más lento o quizás hasta deteniendo la evolución de la enfermedad. Aparentemente, los FARME modifican el sistema inmunológico provocando una inmunosupresión selectiva y controlada para evitar que la actividad del proceso reumatológico provoque limitación funcional y así poder evitar el desarrollo de invalideces.

### Otros antiinflamatorios
Otros fármacos con propiedades antiinflamatorias leves o de efecto indirecto son algunos antihistamínicos H1. Pero el mecanismo no es claro y muchos solo se han podido documentar en estudios in vitro.
La colchicina, medicamento específico para tratar la gota, tiene efecto antiinflamatorio al inhibir la respuesta tisular a los cristales de ácido úrico y la respuesta a su administración se ha considerado como una prueba diagnóstica.
En medicina tradicional o medicina herbal y en la herbología en varias culturas y países se usan diferentes antiinflamatorios herbales preparados con plantas medicinales por sus propiedades antiinflamatorias.

### Ejercicio
La investigación en desarrollo ha demostrado que muchos de los beneficios del ejercicio están mediados por el papel del músculo esquelético como órgano endocrino. Es decir, los músculos en contracción liberan múltiples sustancias conocidas como mioquinas que promueven el crecimiento de tejido nuevo, la reparación de tejidos y diversas funciones antiinflamatorias, que a su vez reducen el riesgo de desarrollar diversas enfermedades inflamatorias.

## Procedimientos físicos antiinflamatorios
Son medidas físicas tópicas o de terapia física y fisioterapia traumatológica que usualmente se deben aplicar, sobre todo en caso de trauma, de manera primaria e inmediata y van encaminadas a contrarrestar de manera conservadora la respuesta del organismo a la lesión o injuria. Consisten en reposo o liberación posicional de la parte afectada, elevación de las extremidades, aplicación de hipotermia o crioterapia localizada mediante hielo o dispositivos con sustancias o geles que mantienen la baja temperatura, masajes,

En etapa subaguda o tardía en casos de traumas y en el caso de inflamación por afecciones no traumáticas, también se usan estímulos eléctricos, ultrasonido y vendajes compresivos así como aplicación de termoterapia en forma de calor local mediante paños calientes o compresas húmedas, con o sin medicamentos tópicos, bolsa de agua caliente, manta eléctrica o almohadilla termoeléctrica, para estimular la circulación y eliminación de los agentes inflamatorios corporales.
Como medicamentos de uso tópico junto con las medidas físicas, generalmente con la aplicación de calor en forma de compresas o de masajes, se usan sulfato de magnesio o sal de Epsom y algunos AINES en formas farmacéuticas de ungüentos, linimentos o cremas.

## Indicaciones
Los medicamentos y procedimientos antiinflamatorios para combatir la inflamación producida por traumas y enfermedades como el reumatismo, artritis reumatoidea, artrosis y en el proceso de inflamación de las articulaciones, pero que tiene dolor como la bursitis, tendinitis, esguinces, etc.

## Efectos adversos
Dado que los medicamentos antiinflamatorios interfieren con las prostaglandinas sus efectos adversos se relacionan con los procesos en que estas intervienen como es la citoprotección gástrica, la agregación plaquetaria, la autorregulación vascular renal y el mecanismo del parto. Los fármacos inhibidores de la COX-2 pueden tener efectos cardiovasculares adversos incluso fatales en pacientes susceptibles, por lo cual algunos han sido retirados del mercado.
De esta manera los AINES generalmente producen irritación de la mucosa gástrica (el efecto adverso más común) y son causa de úlcera péptica, manifestándose estos efectos por dolor estomacal y acidez. También pueden producir hemorragias, vértigo, cefaleas, fatiga, sueño, y veces ocasionan reacciones alérgicas de consideración. Rara vez producen alteración de las células sanguíneas, problemas renales o nefropatías y trastornos hepáticos. Se deben extremar las precauciones con las mujeres embarazadas.
Los corticoides pueden causar alteraciones de la secreción corticosuprarrenal llegando a producir el síndrome de Cushing.
Los antiinflamatorios herbales también pueden causar serios efectos adversos como por ejemplo la árnica que puede producir cirrosis con la subsiguiente insuficiencia hepática.

### Medicamentos gastroprotectores
Son medicamentos que se utilizan para la protección de las complicaciones gástricas para evitar los efectos adversos de los antiinflamatorios AINES.
Como los antiinflamatorios se usan para cualquier proceso doloroso e inflamatorio, desde un dolor dental hasta un dolor por un golpe o traumatismo, la prescripción de antiinflamatorios es muy elevada en las consultas médicas, asociándose a mayores complicaciones adversas, principalmente hemorragia por úlcera de estómago. Para evitarlo el médico suele formular medicamentos gastroprotectores como el omeprazol, el lansoprazol, o el esomeprazol, entre otros.
El tratamiento gastroprotector se debe iniciar a la vez que se empieza el tratamiento con antiinflamatorios y se debe prolongar su uso hasta 7 o 14 días después de haber finalizado el tratamiento con antiinflamatorios.